# Camp Rock (banda sonora)
Camp Rock es la banda sonora de la película original de Disney Channel Camp Rock, lanzado el 17 de junio de 2008. En Estados Unidos, las canciones fueron estrenándose aleatoriamente semanas antes del estreno de la película. «We Rock» estrenó el 19 de abril de 2008 en Disney Channel, «Play My Music» se estrenó el 3 de mayo, «This is Me» el 6 de mayo ambas en Radio Disney. Too Cool estrenó el 10 de junio en Disney Channel. Desde el 10 de junio hasta el 17 de junio de 2008 todas las canciones pudieron ser escuchadas enteras en el sitio oficial de Camp Rock.
En Hispanoamérica, la canción We Rock fue estrenada el 25 de abril de 2008, Play My Music el 9 de mayo, Start the Party el 24 de mayo, We Rock alrededor del mundo el 6 de junio. This is Me se estrenó el 13 de junio de 2008, todas en Disney Channel.

## Versiones

### Banda Sonora Original
| N.º   | Título                      | Intérprete                                              | Duración |  |
| 1.    | «We Rock»                   | Reparto de Camp Rock                                    | 3:12     |  |
| 2.    | «Play My Music»             | Jonas Brothers                                          | 3:18     |  |
| 3.    | «Gotta Find You»            | Joe Jonas                                               | 4:02     |  |
| 4.    | «Start the Party»           | Jordan Francis                                          | 3:00     |  |
| 5.    | «Who Will I Be»             | Demi Lovato                                             | 3:07     |  |
| 6.    | «This Is Me»                | Demi Lovato, Joe Jonas                                  | 3:09     |  |
| 7.    | «Hasta La Vista»            | Jordan Francis, Roshon Fegan, Anna Maria Pérez de Tagle | 2:37     |  |
| 8.    | «Here I Am»                 | Renee Sandstrom                                         | 3:46     |  |
| 9.    | «Too Cool»                  | Meaghan Jette Martin                                    | 2:52     |  |
| 10.   | «Our Time Is Here»          | Demi Lovato                                             | 3:25     |  |
| 11.   | «2 Stars»                   | Meaghan Jette Martin                                    | 2:55     |  |
| 12.   | «What It Takes»             | Aaryn Doyle                                             | 2:42     |  |
| 13.   | «2 Estrellas» (Bonus track) | Carla Medina                                            | 2:57     |  |
| 39:26 |                             |                                                         |          |  |

### Edición especial
Es una edición especial CD + DVD que sólo está a la venta en las tiendas Target.
Contenido del DVD:
- Rock On - Making of the Music,
- Jonas Brothers - Preview de su nuevo álbum
- Photo Slide Show y video musical
- Adhesivos Camp Rock.
- Empaque especial.
- Códigos para descargar tonos de celular de canciones del film.

## Versiones internacionales
| Canción                   | Nombre original   | País           | Idioma    | Cantante(s)                        |
| ------------------------- | ----------------- | -------------- | --------- | ---------------------------------- |
| "Verrockt"                | "We Rock"         | Alemania       | Alemán    | Killerpilze                        |
| "We Rock"                 | "We Rock"         | China Taipéi   | Mandarín  | Y2J                                |
| "We Rock"                 | "We Rock"         | Francia        | Francés   | Cynthia & Félix                    |
| "Vive nuestra fiesta"     | "Start The Party" | España         | Español   | Ismael                             |
| "Lo que soy"              | "This Is Me"      | Estados Unidos | Español   | Demi Lovato                        |
| "This Is Me"              | "This Is Me"      | Países Bajos   | Inglés    | Nikki Kerkhof                      |
| "Sono Io"                 | "This Is Me"      | Italia         | Italiano  | Ariel & Stefano Centomo            |
| "Être moi"                | "This Is Me"      | Francia        | Francés   | Sheryne                            |
| "Den Jeg Er"              | "This Is Me"      | Dinamarca      | Danés     | Allan Hyde y Sine Vig Kjaegaard    |
| "Här är jag"              | "This Is Me"      | Suecia         | Sueco     | Vendela Palmgren y What's up       |
| "SiapaKu"                 | "This Is Me"      | Malasia        | Malayo    | Suki Low                           |
| "Sånn er jeg"             | "This Is Me"      | Noruega        | Noruego   | Bjørn Muri y Tomine Harket         |
| "Oto ja"                  | "This Is Me"      | Polonia        | Polaco    | Ewa Farna y Kuba Molęda            |
| "This Is Me"              | "This Is Me"      | Filipinas      | Inglés    | Julianne y Miguel Escueta          |
| "So bin ich"              | "This Is Me"      | Alemania       | Alemán    | Isabella Soric y Florian Ambrosius |
| "Here I Am"               | "Here I Am"       | Reino Unido    | Inglés    | Brad Kavanagh                      |
| "Dale un respiro al amor" | "2 Stars"         | España         | Español   | Ismael                             |
| "Dos estrellas"           | "2 Stars"         | México         | Español   | Carla Medina                       |
| "Duas estrelas"           | "2 Stars"         | Brasil         | Portugués | Thays Gorga                        |
| "Asta-s eu"               | "This Is Me"      | Rumania        | Rumano    | Rucsy y Catalin Josan              |

### Versiones en hindú
| Título Hindí          | Nombre original    | Cantante(s)                        |
| --------------------- | ------------------ | ---------------------------------- |
| "Kuch Hai Dil Mein"   | "Who Will I Be"    | Sunidhi Chauhan                    |
| "Hogi Kisme Baat Woh" | "What It Takes"    | Vasudha                            |
| "Start The Party"     | "Start The Party"  | Sangeet Haldipur                   |
| "Too Cool"            | "Too Cool"         | Niti Mohan                         |
| "Nazrien Mila Tu"     | "Gotta Find You"   | Sangeet Haldipur                   |
| "Play My Music"       | "Play My Music"    | Sangeet Haldipur                   |
| "Hasta La Vista"      | "Hasta La Vista"   | Shaan, Jimmy Felix & Vasudha       |
| "Taaron Ki Tarah"     | "Two Stars"        | Niti Mohan                         |
| "Mere Naam"           | "Here I Am"        | Marianna D'Cruz                    |
| "Khush hu main"       | "This Is Me"       | Sunidhi Chauhan & Sangeet Haldipur |
| "We Rock"             | "We Rock"          | Sunidhi Chauhan & Aasma band       |
| "Jeeye Hum Har Lamha" | "Our Time is Here" | Sunidhi Chauhan                    |

## Listas y Ventas
El álbum debutó en el número 2 en la tienda iTunes a los dos días de salir a la venta y en Canadá en el número 4, también en iTunes.
Debutó en el número 3 en la lista Billboard 200 con 188 000 copias vendidas en su primera semana.
El disco hasta la fecha ha venido más de 3.000.000 millones de discos.

### Listas
| País (2011)    | Lista                     | Mejor Posición |
| -------------- | ------------------------- | -------------- |
| AMÉRICA        |                           |                |
| Estados Unidos | Billboard 200             | 3              |
| Estados Unidos | Billboard Top Soundtracks | 1              |
| Canadá         | Top 100 Albums            | 2              |
| México         | Top 100 Álbumes           | 2              |
| EUROPA         |                           |                |
| Austria        | Ö3 Austria Top 40         | 3              |
| Dinamarca      | Tracklisten               | 27             |
| España         | PROMUSICAE                | 2              |
| Francia        | Top 50 Albums             | 23             |
| Italia         | Italian 100 Albums        | 1              |
| Noruega        | VG-lista                  | 10             |
| Portugal       | IFPI Portugual            | 6              |
| Suiza          | Schweizer Hitparade       | 32             |
| OCEANÍA        |                           |                |
| Australia      | Australian Top 100 Albums | 13             |
| Nueva Zelanda  | Top 50 Albums             | 5              |

### Ventas y Certificaciones
| País                   | Organismo Certificador | Certificación | Ventas Certificadas |
| ---------------------- | ---------------------- | ------------- | ------------------- |
| AMÉRICA                |                        |               |                     |
| Argentina              | CAPIF                  | Platino       | 40 000              |
| Brasil                 | ABPD                   | Platino       | 80 000              |
| Canadá                 | CRIA                   | Platino       | 80 000              |
| Chile                  | IFPI - Chile           | Oro           | 7500                |
| Colombia               | ASINCOL                | Oro           | 5000                |
| Estados Unidos         | RIAA                   | Platino       | 1 500 000           |
| México                 | AMPROFON               | Platino       | 60 000              |
| Venezuela              | AVINPRO                | Platino       | 10 000              |
| EUROPA                 |                        |               |                     |
| Austria                | IFPI                   | Oro           | 7500                |
| España                 | PROMUSICAE             | Platino       | 80 000              |
| Francia                | SNEP                   | Oro           | 50 000              |
| Reino Unido            | BPI                    | Plata         | 60 000              |
| MEDIO ORIENTE          |                        |               |                     |
| Emiratos Árabes Unidos | IFPI                   | Oro           | 3000                |
| OCEANÍA                |                        |               |                     |
| Nueva Zelanda          | RIANZ                  | Oro           | 7500                |
| ASIA                   |                        |               |                     |
| Filipinas              | PARI                   | Oro           | 7500                |